# اچ‌تی مدیا
اچ‌تی مدیا (انگلیسی: HT Media) شرکت رسانه‌ای هندی است، که در سال ۱۹۹۳ تأسیس شد.